# Saionji Kinmochi
Hoàng tử Saionji Kinmochi (西園寺 公望 (Tây Viên Tự Công Vọng) Saionji Kinmochi) (23 tháng 10 năm 1849 - 24 tháng 11 năm 1940) là một chính trị gia và là người từng ba lần giữ chức Thủ tướng Nhật Bản. Ông được phong từ chức hầu tước lên công tước, thứ bậc cao nhất của quý tộc Nhật Bản, vào năm 1920. Trên cương vị là genrō cuối cùng, ông là chính khách được tôn trọng nhất ở Nhật trong thập niên 1920 và thập niên 1930.